# Pablo González Casanova

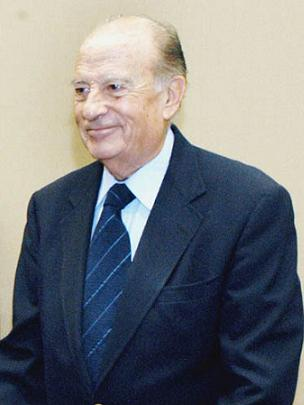
Pablo González Casanova

Pablo González Casanova (* 11. Februar 1922 in Toluca; † 18. April 2023 in Tlalpan, Mexiko-Stadt) war ein mexikanischer Soziologe.

## Biographie
Pablo González Casanova wurde 1922 in Toluca, Estado de México geboren. Er studierte am Colegio de México und der Escuela Nacional de Antropología und erlangte schließlich an der UNAM einen geschichtswissenschaftlichen Abschluss mit magna cum laude. Er promovierte in Paris mit einem soziologischen Schwerpunkt.
Zwischen 1953 und 1954 war er Generalsekretär der Universitäten-Vereinigung. Von 1959 bis 1965 war Pablo González Casanova Leiter des Rates der Lateinamerikanischen Fakultät für Sozialwissenschaften mit Sitz in Santiago de Chile. Zwischen 1966 und 1970 war er Direktor des Institutes für Sozialforschung an der UNAM. Vom 6. Mai 1970 bis zum 7. Dezember 1972 war er Rektor der UNAM. Zwischen 1969 und 1972 bzw. zwischen 1983 und 1985 war er Vorsitzender des lateinamerikanischen Soziologenverbandes. 1977 dozierte er an der Lateinamerikanischen Fakultät für Sozialwissenschaften und 1981/82 an der Universität Cambridge. 1984 emeritierte Pablo González Casanova, wurde jedoch 1986 Direktor des Zentrums für interdisziplinäre humanistische Studien.

## Werk

### Veröffentlichungen
Pablo González Casanova hat seit 1948 über vierzig Bücher veröffentlicht. Zu seinen bekanntesten Werken gehören:
- Las categorías del desarrollo económico y la investigación en Ciencias Sociales (1977)
- Sociología de la explotación (1980)
- El estado de los partidos políticos en México (1983)
- Imperialismo y liberación en América Latina (1983)
- La democracia en México (1984)
- La hegemonía del pueblo y la lucha centroamericana (1984)

### Rezeption
Vor allem seine Theorien zu komplexen Systemen und seine politische Einmischung hat viel Beachtung gefunden. 1984 erhielt Pablo González Casanova den Nationalpreis für Geschichte, Sozialwissenschaften und Philosophie. Er wurde am 20. Oktober 2003 mit dem José Martí International Prize von der UNESCO für die Verteidigung der Rechte lateinamerikanischer Indios ausgezeichnet.
Aufgrund seiner wertschätzenden akademischen Reflexion des zapatistischen Aufstands ehrte ihn die Zapatistische Befreiungsarmee (EZLN) als Commandante Pablo Contreras und benannte eine autonome Gemeinde nach ihm.

## Onlineliteratur
- ¿Adónde va México? / I (2000) (span.)
- ¿Adónde va México? / II (2000) (span.)
- ¿Adónde va México? / III (2000) (span.)
- ¿Adónde va México? / IV (2000) (span.)
- La lucha por la paz hoy (2003) (span.)